# 135-я истребительная авиационная дивизия
 135-я истребительная авиацио́нная диви́зия  (135-я иад) — авиационное воинское соединение истребительной авиации Вооружённых сил СССР в Великой Отечественной войне.

## Наименования
- 135-я смешанная авиационная дивизия
- 135-я истребительная авиационная дивизия

## Формирование дивизии
135-я истребительная авиационная дивизия сформирована 24 января 1942 года переименованием  135-й смешанной авиационной дивизии.

## Расформирование дивизии
135-я истребительная авиационная дивизия 15 апреля 1942 года расформирована.

## В действующей армии
В составе действующей армии:
- с 25 января 1942 года по 15 апреля 1942 года.

## В составе соединений и объединений
| Дата            | Фронт (округ)              | Армия                             | Корпус         | Примечания |
| --------------- | -------------------------- | --------------------------------- | -------------- | ---------- |
| 25.01.1942 года | Кавказский фронт           | 44-я армия                        | ВВС 44-й армии | -          |
| 28.01.1942 года | Закавказский военный округ | ВВС Закавказского военного округа | -              | -          |
| 20.02.1942 года | Крымский фронт             | ВВС Крымского фронта              | ВВС 44-й армии | -          |

## Командиры дивизии
| Звание    | Имя                      | Период                  | Примечание |
| --------- | ------------------------ | ----------------------- | ---------- |
| Полковник | Салов, Владимир Иванович | 25.01.1942 — 15.04.1942 |            |

## Состав дивизии
| Части                                 | Период                        |
| ------------------------------------- | ----------------------------- |
| 25-й истребительный авиационный полк  | 25.01.1942 г. — 18.03.1942 г. |
| 36-й истребительный авиационный полк  | 20.02.1942 г. — 04.04.1942 г. |
| 50-й истребительный авиационный полк  | 24.01.1942 г. — 15.04.1942 г. |
| 743-й истребительный авиационный полк | 24.01.1942 г. — 12.02.1942 г. |

## Участие в операциях и битвах
- Бои на Крымском полуострове – с 25 января 1942 года по 15 апреля 1942 года
- Керченско-Феодосийская десантная операция – с 25 января 1942 года по 15 апреля 1942 года

| И-15 бис | И-153 | И-16 |